# Valtatie (Oulu)
Pour les articles homonymes, voir Valtatie.
Valtatie (français : rue principale) est une rue du quartier de  Tuira à Oulu en Finlande.

## Présentation
Valtatie est une rue orientée est-ouest qui mesure 1,8 km de long et relie l'est et l'ouest de Tuira.
Le tronçon entre Tulliväylä et Hartaantie est une voie de transport public importante:
La partie jusqu'à Merikoskenkatu est utilisée par les lignes régionales du nord d'Oulu et le trafic local des quartiers de Rajakylä et Pateniemi, et la section entre Merikoskenkatu et l'extrémité orientale est utilisée par le trafic régional et local en directiin de l'Est.

## Histoire
Dans le plan de la ville de 1940, Valtatie était une section de rue qui partait de la place centrale de Tuira et se terminait le long de la voie ferrée près de Rautasilta dans l'est de Tuira, d'où elle était prolongée par la  Kuusamontie parallèlement à la voie ferrée vers le nord-est de Kiiminki.
À cette époque, la partie ouest de la Valtatie actuelle s'appelait Toppilantie.

## Galerie

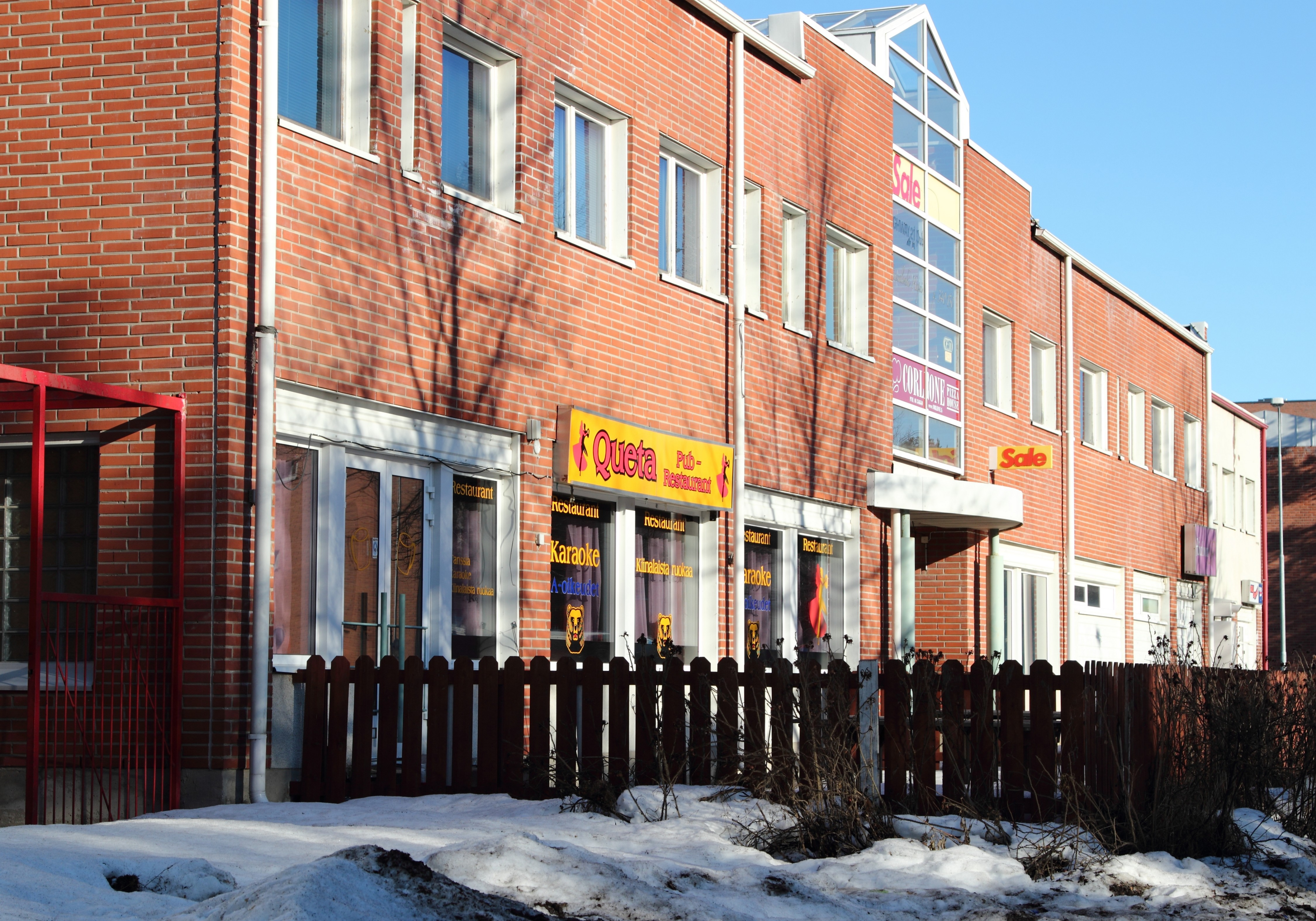
Valtatie 21.
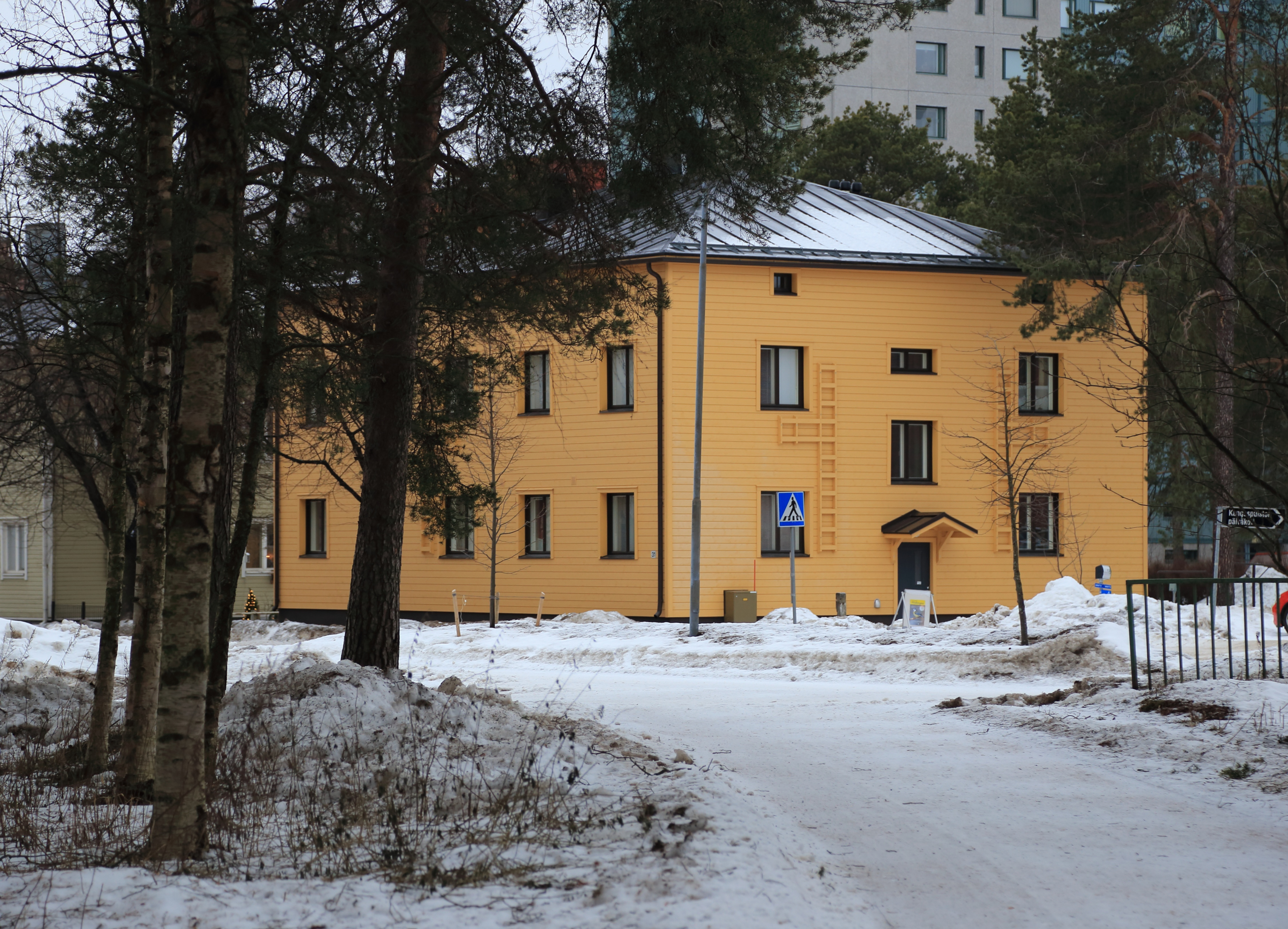
Valtatie 31.
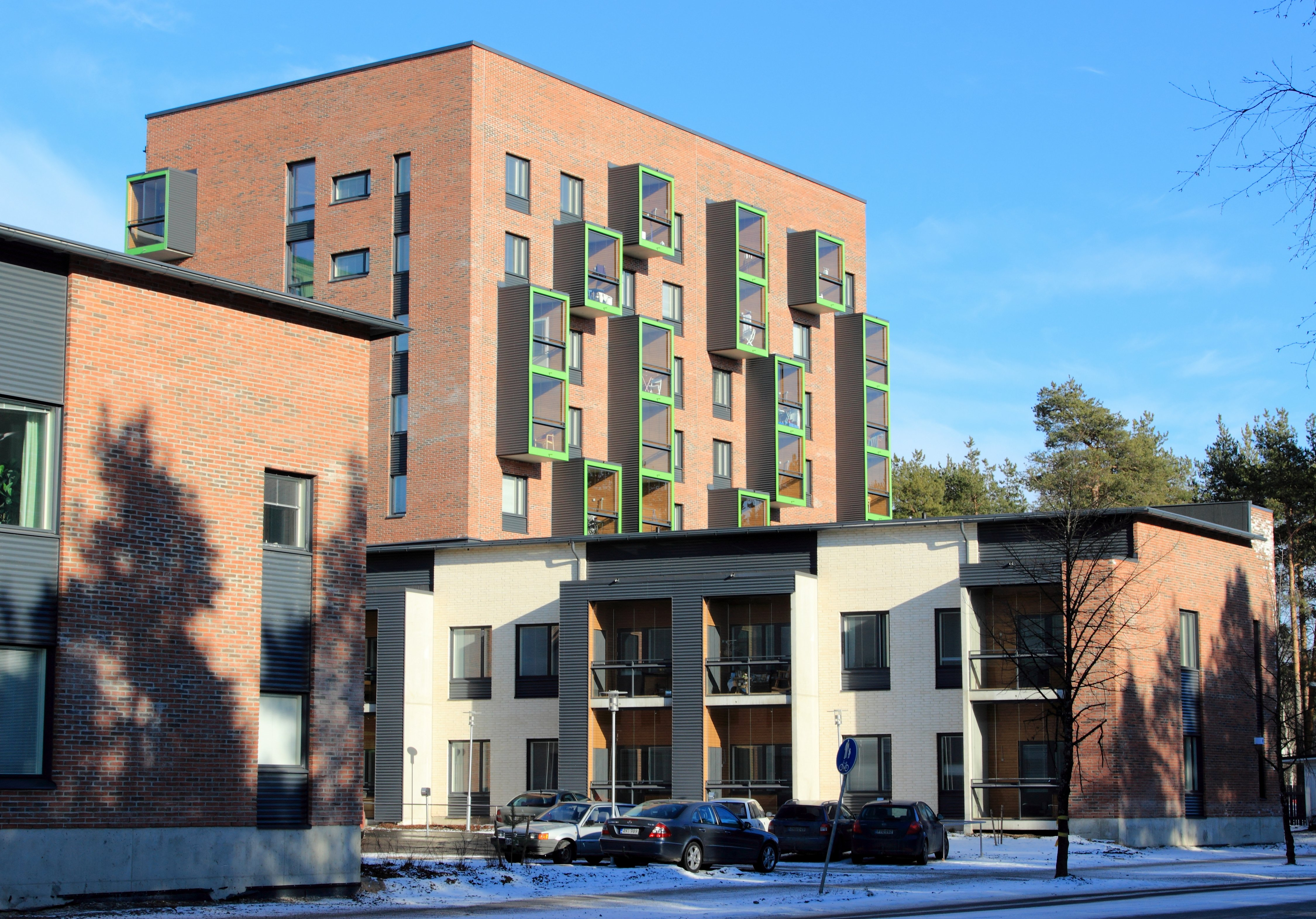
Valtatie 37.
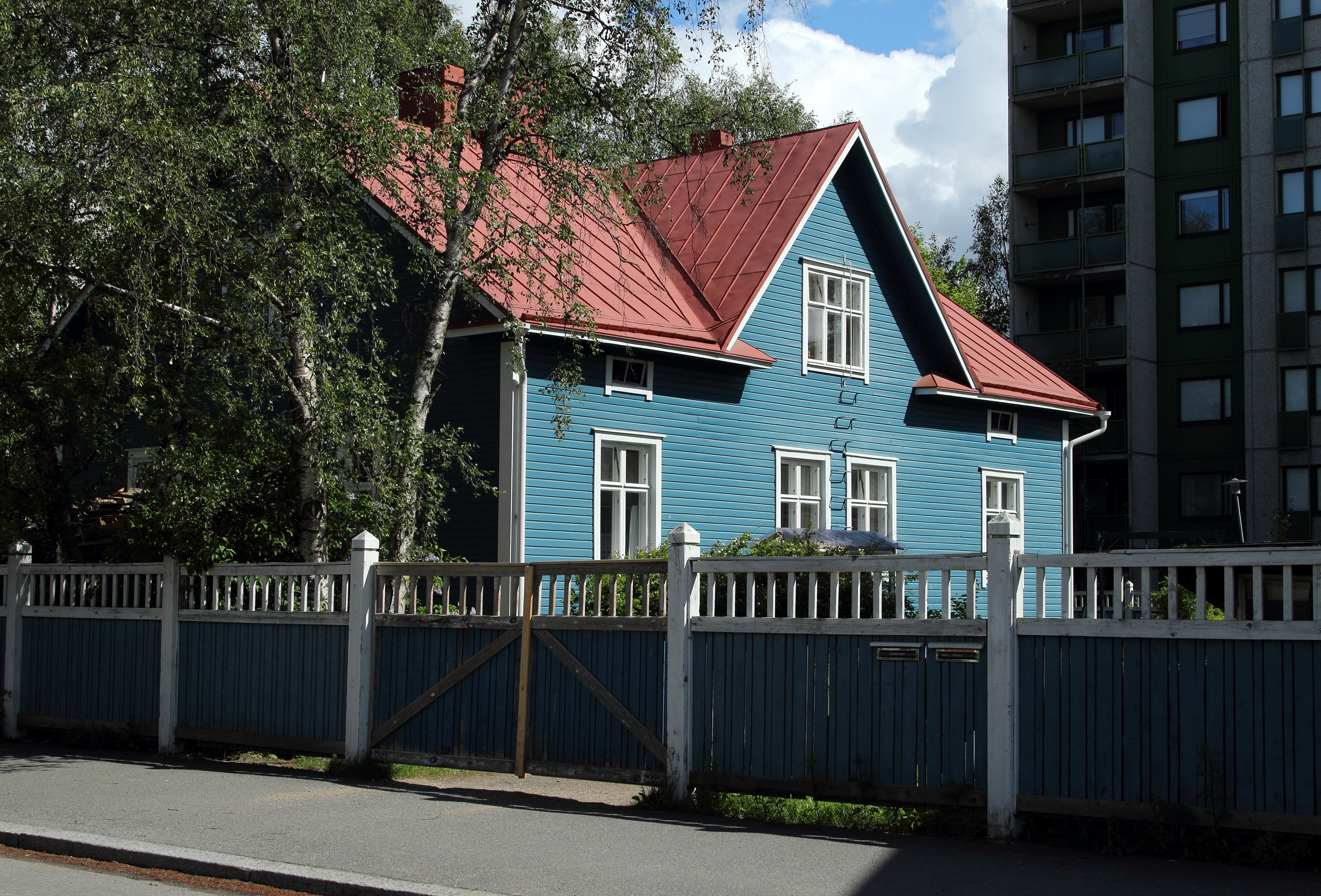
Valtatie 42.
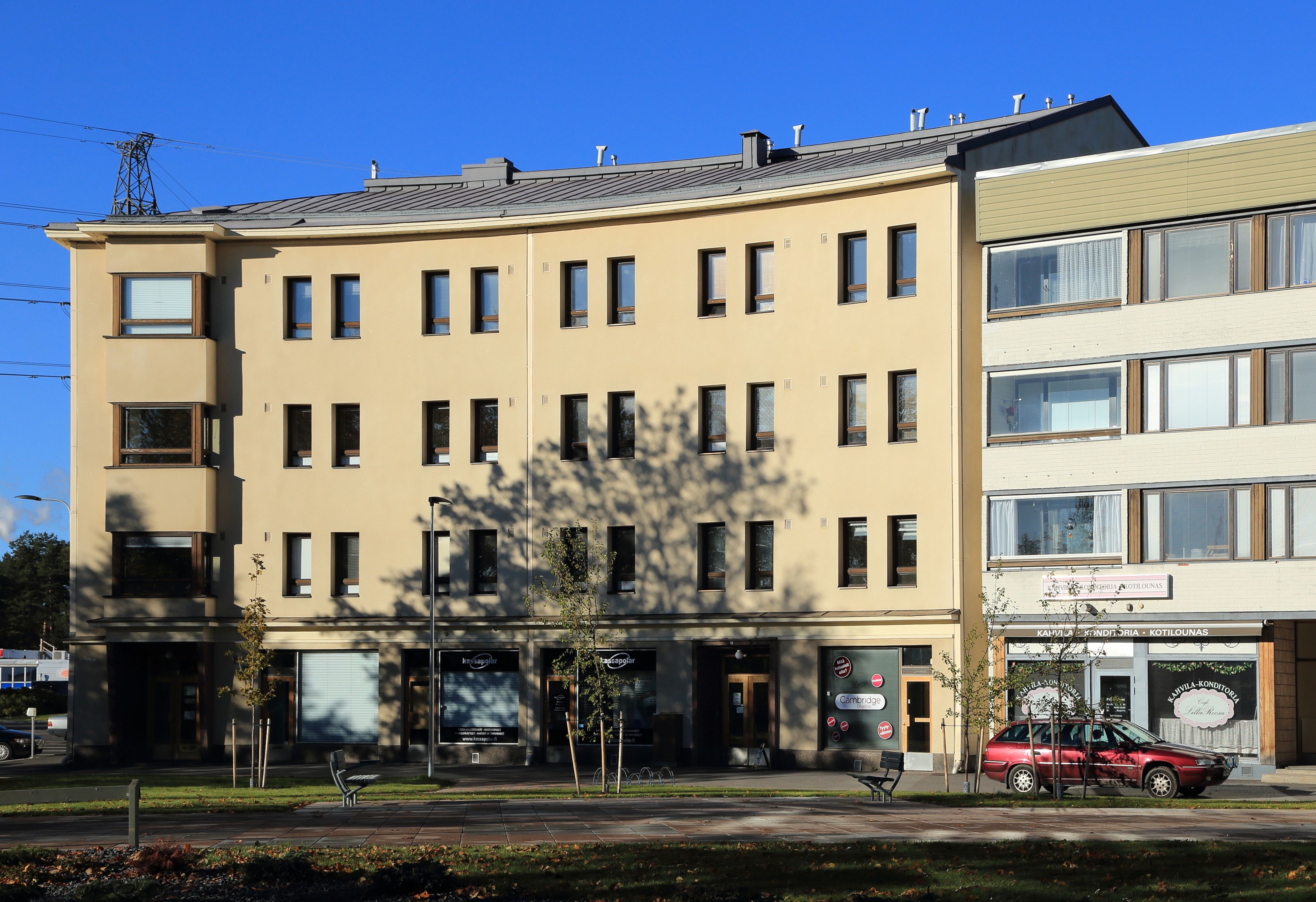
Valtatie 45.
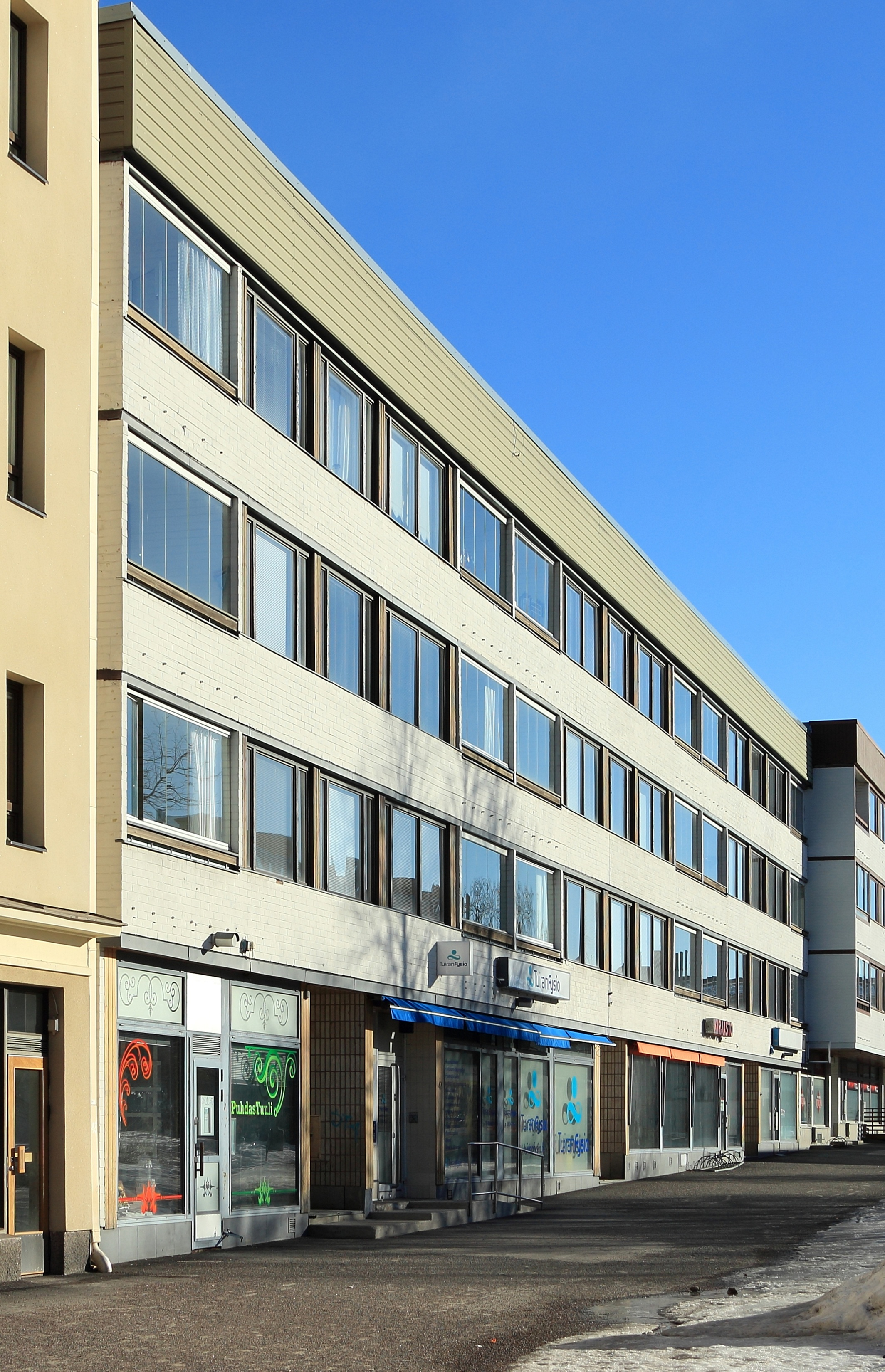
Valtatie 47.
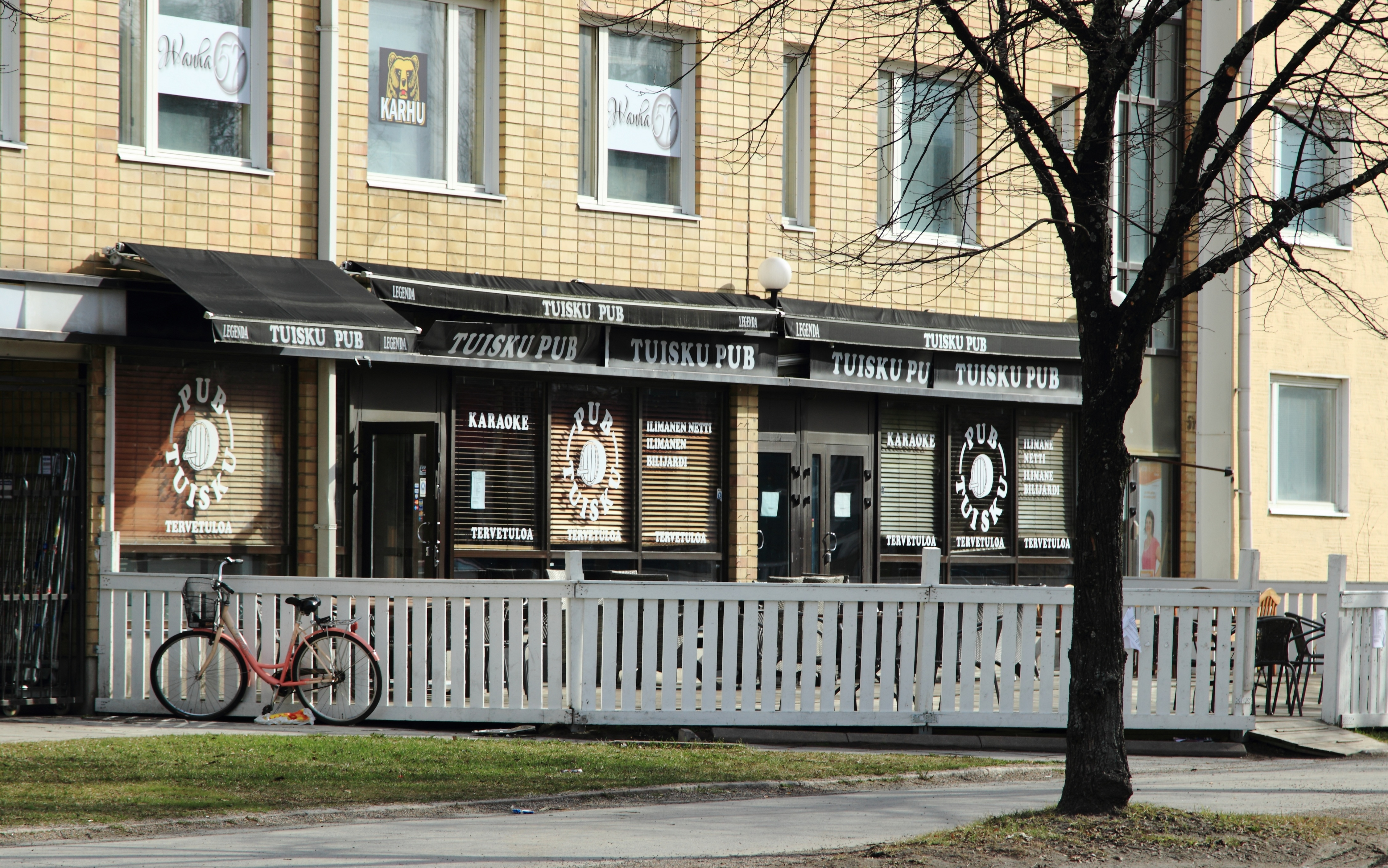
Valtatie 57.
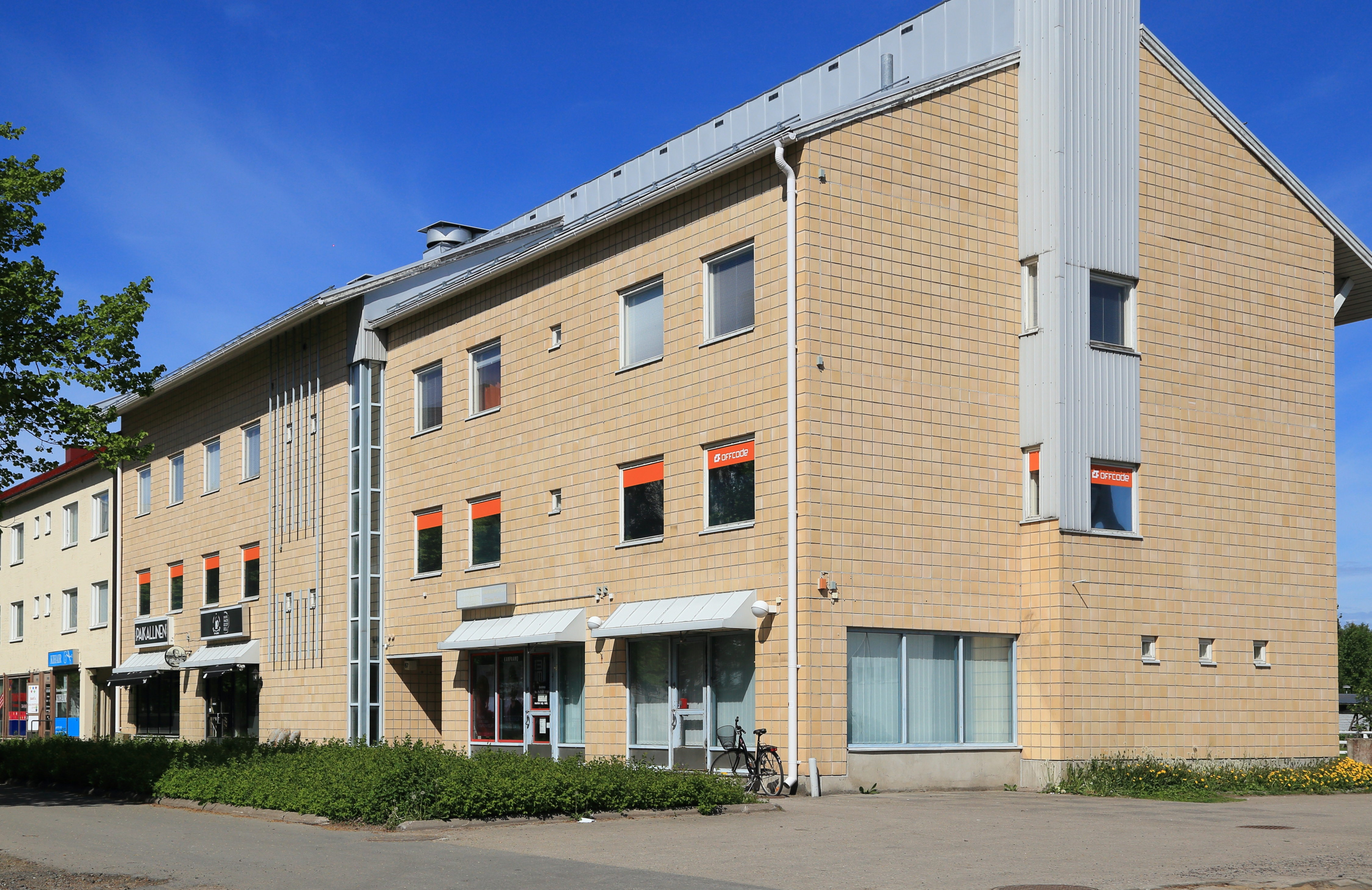
Valtatie 67.